# Eimeria scabra
Eimeria scabra – protista wywołująca u świń chorobę pasożytniczą - kokcydiozę. Eimeria scabra pasożytuje w jelicie cienkim, jelicie ślepym oraz okrężnicy.